# Coalición Internacional de Calificación por Edad

Logotipo de la organización

La Coalición Internacional de Calificación por Edad (en inglés International Age Rating Coalition o IARC) es administrada por una de las numerosas autoridades de calificación de juegos del mundo. Creado en 2013, el IARC simplifica el proceso de obtener índices por desarrolladores, a través del uso de cuestionarios, los cuales evalúan el contenido del producto. Este proceso nuevo reduce los costes a los desarrolladores de videojuego cuando  buscan obtener un índice para sus productos que está distribuido digitalmente.
El esfuerzo estuvo creado a través de una coalición de autoridades de valoración alrededor del mundo, incluyendo ESRB en América del Norte, PEGI en Europa, USK en Alemania, ClassInd en Brasil, y la Junta de Clasificación Australiana, y primero anunciado en los 2013 la conferencia Londres sobre Juegos. En agosto de 2014, la Junta de Clasificación Australiana introdujo enmiendas para usar el proceso de clasificación automatizado empleado por el IARC. El 19 de diciembre de 2017, el índice de Juego de Corea del Sur y Comité de Administración (GRAC) se hicieron miembros de esta coalición. En 2023, el Reglamento de Calificación de Software de Juegos de Taiwán (GSRR) se convirtió en miembro.

## Desarrollo
El sistema de la IARC fue diseñado con la colaboración de las autoridades de calificación participantes y con el asesoramiento de numerosos fabricantes de juegos y tiendas digitales. Juntos establecieron un proceso simplificado y automatizado para asignar calificaciones y, al mismo tiempo, mantener los estándares y los criterios de contenido distintivos de cada territorio.

Un elemento central del proceso de calificación de la IARC es un cuestionario que se creó sobre la base de los factores que cada autoridad de calificación tiene en cuenta al asignar las calificaciones. Estos factores son evaluados por cada autoridad de calificación, de modo que, una vez que los desarrolladores de juegos completan el cuestionario, instantáneamente se producen las calificaciones por edad apropiadas para cada región. El resultado es una solución revolucionaria que permite a los desarrolladores obtener simultáneamente las calificaciones de varios territorios del mundo y preservar los estándares locales particulares. Cada autoridad de calificación participantes hace un control a fin de garantizar calificaciones precisas, y el sistema permite la corrección inmediata de las calificaciones si resulta necesario.

### Beneficios
Además de ampliar el uso de calificaciones por edad oficiales y reconocidas para los juegos en todos los dispositivos digitales, incluidos los dispositivos móviles, la IARC ofrece muchos otros beneficios a las tiendas digitales, los desarrolladores y los consumidores.
Las tiendas digitales pueden optar por no administrar sus propios sistemas de calificación en pro de utilizar los estándares establecidos y, al mismo tiempo, cumplir con los requisitos de clasificación de contenido que son legalmente obligatorios en algunos países. Los desarrolladores ya que no tienen que atravesar numerosos procesos para obtener las calificaciones de los diferentes territorios y tiendas en los que desean comercializar sus juegos y aplicaciones. Y a los consumidores se les ofrece un conjunto uniformemente aplicado de calificaciones familiares y confiables que reflejan las sensibilidades locales con respecto al contenido y a la edad

## Sistema de calificación genérico de la IARC
Además de obtener clasificaciones de edad oficiales de los miembros de la coalición, los desarrolladores que soliciten a través del proceso de la IARC también obtendrían una clasificación de edad genérica gratuita para su software bajo el nombre de la IARC en cualquiera de las tiendas digitales participantes. Estas calificaciones genéricas pueden aplicarse a cualquier territorio que no tenga su propio sistema de calificación y/o que no esté formalmente respaldado por ningún organismo de calificación por edad existente en el mundo. La calificación también se aplica a los territorios cuyo propio organismo de calificación local aún no forma parte oficialmente del sistema de la IARC, en particular como la calificación de Japón CERO. La IARC planea introducir este sistema de clasificación genérico en más escaparates con la esperanza de agilizar el proceso de clasificación por edad para los desarrolladores de juegos. Los escaparates que actualmente admiten IARC y su sistema de clasificación genérico incluyen Google Play, Microsoft Store (tanto las versiones de PC como de Xbox), Nintendo eShop,{{efn|Nintendo PlayStation Store, Quest Store (anteriormente Oculus Store), Stadia Store, Luna store, Pico Store y Epic Games Store.
| Icono | Calificación | Descripción                                                                |
| ----- | ------------ | -------------------------------------------------------------------------- |
|       | 3+           | Contenido de videojuegos o software adecuado solo para mayores de 3 años.  |
|       | 7+           | Contenido de videojuegos o software adecuado solo para mayores de 7 años.  |
|       | 12+          | Contenido de videojuegos o software adecuado solo para mayores de 12 años. |
|       | 16+          | Contenido de videojuegos o software adecuado solo para mayores de 16 años. |
|       | 18+          | Contenido de videojuegos o software adecuado solo para mayores de 18 años. |

## Tabla comparativa
Una comparación de participantes, mostrando edad en el eje horizontal. Notar sin embargo que los criterios concretos utilizaron en asignar una clasificación puede variar ampliamente de un país a otro. Por ello un código de color o gama de edad no pueden ser directamente comparado de un país a otro.
Clave:
- Blanco : Apuntado en audiencias jóvenes / Todas las  edades pueden jugar / Exime / No valorado / Ningún índice aplicable.
- Amarillo : Supervisión Parental sugerida.
- Morado : No recomendado para una audiencia más joven pero no restringido / Aconsejable, pero de facto restrictivo.
- Rojo : Supervisión Parental recomendada para audiencia más joven.
- Negro : Inadecuado para audiencia más joven / Prohibido.

| Región/                                         | 1        | 2        | 3        | 4        | 5        | 6       | 7       | 8       | 9       | 10      | 11      | 12           | 13           | 14           | 15           | 16           | 17           | 18             | 19      | 20      | 21      | Otros     | Notas |
| ----------------------------------------------- | -------- | -------- | -------- | -------- | -------- | ------- | ------- | ------- | ------- | ------- | ------- | ------------ | ------------ | ------------ | ------------ | ------------ | ------------ | -------------- | ------- | ------- | ------- | --------- | --- |
| ACB Australia                                   | G        | G        | G        | G        | G        | G       | G       | G       | G       | G       | G       | G            | G            | G            | M            | M            | M            | R18+           | R18+    | R18+    | R18+    | RC        | Las categorías restringidas son MA 15+ y R 18+. |
| ACB Australia                                   | PG       | PG       | PG       | PG       | PG       | PG      | PG      | PG      | PG      | PG      | PG      | PG           | PG           | PG           | MA15+        | MA15+        | MA15+        | R18+           | R18+    | R18+    | R18+    | CTC       | Las categorías restringidas son MA 15+ y R 18+. |
| Brasil (ClassInd)                               | L        | L        | L        | L        | L        | L       | L       | L       | L       | 10      | 10      | 12           | 12           | 14           | 14           | 16           | 16           | 18             | 18      | 18      | 18      | N/A       | El mismo sistema de clasificación se usa para televisión y cine en Brasil. |
| ESRB Canadá México USA                          | EC       | EC       | EC       | EC       | EC       | EC      | EC      | EC      | EC      | E10+    | E10+    | E10+         | T            | T            | T            | T            | M            | AO             | AO      | AO      | AO      | RP        | Esto fue adoptado en 1994 en los Estados Unidos, la mayor parte de Canadá y México. La calificación E10 + se utilizó por primera vez a principios de 2005. Los juegos clasificados RP (Pendiente de clasificación) todavía no tienen una clasificación. |
| ESRB Canadá México USA                          | E        |          |          |          |          |         |         |         |         | E10+    | E10+    | E10+         | T            | T            | T            | T            | M            | AO             | AO      | AO      | AO      | RP        | Esto fue adoptado en 1994 en los Estados Unidos, la mayor parte de Canadá y México. La calificación E10 + se utilizó por primera vez a principios de 2005. Los juegos clasificados RP (Pendiente de clasificación) todavía no tienen una clasificación. |
| Alemania (USK)                                  | USK 0    | USK 0    | USK 0    | USK 0    | USK 0    | USK 6   | USK 6   | USK 6   | USK 6   | USK 12  | USK 12  | USK 12       | USK 12       | USK 12       | USK 12       | USK 16       | USK 16       | USK 18         | USK 18  | USK 18  | USK 18  | Prohibido | |
| Alemania (USK)                                  | USK 0    | USK 0    | USK 0    | USK 0    | USK 0    | USK 6   | USK 6   | USK 6   | USK 6   | USK 12  | USK 12  | USK 12       | USK 12       | USK 12       | USK 12       | USK 16       | USK 16       | No etiquetados |         |         |         | Prohibido | |
| IARC Generic                                    | 3+       | 3+       | 3+       | 3+       | 3+       | 3+      | 7+      | 7+      | 7+      | 7+      | 7+      | 12+          | 12+          | 12+          | 12+          | 16+          | 16+          | 18+            | 18+     | 18+     | 18+     | N/A       | Se usa en la mayoría de los países que no están representados por una autoridad de calificación participante.[cita requerida] |
| PEGI Europa India Israel Oriente Medio Pakistan | 3        | 3        | 3        | 3        | 3        | 3       | 7       | 7       | 7       | 7       | 7       | 12           | 12           | 12           | 12           | 16           | 16           | 18             | 18      | 18      | 18      | N/A       | La ejecución legal depende de la jurisdicción. |
| Portugal (PEGI)                                 | 4        | 4        | 4        | 4        | 4        | 6       | 6       | 6       | 6       | 6       | 6       | 12           | 12           | 12           | 12           | 16           | 16           | 18             | 18      | 18      | 18      | N/A       | Portugal usa una versión modificada de PEGI. |
| Corea del Sur (GRAC)                            | ALL      | ALL      | ALL      | ALL      | ALL      | ALL     | ALL     | ALL     | ALL     | ALL     | ALL     | 12           | 12           | 12           | 15           | 15           | 15           | 18             | 18      | 18      | 18      | N/A       | |
| Taiwán GSRR                                     | 普遍 (G) | 普遍 (G) | 普遍 (G) | 普遍 (G) | 普遍 (G) | 保護(P) | 保護(P) | 保護(P) | 保護(P) | 保護(P) | 保護(P) | 輔12 (PG 12) | 輔12 (PG 12) | 輔12 (PG 12) | 輔15 (PG 15) | 輔15 (PG 15) | 輔15 (PG 15) | 限制(R)        | 限制(R) | 限制(R) | 限制(R) | N/A       | |